# Железничка станица Бујановац
Железничка станица Бујановац је једна од железничких станица на прузи Ниш-Прешево. Налази се у насељу Божињевац у општини Бујановац. Пруга се наставља ка Букаревцу у једном и Ристовцу у другом смеру. Железничка станица Бујановац састоји се из 4 колосека.